# Frank Whaley
Frank Joseph Whaley (ur. 20 lipca 1963 w Syracuse) – amerykański aktor, scenarzysta, reżyser i komik.

## Życiorys

### Wczesne lata
Urodził się i wychował w Syracuse, w stanie Nowy Jork, jako syn Josephine (z domu Timilione) i Roberta W. Whaleya Seniora. Jego ojciec był poczhodzenia irlandzkiego, a matka była pochodzenia włoskiego, sycylijskiego. Jego starszy brat Robert został muzykiem, kompozytorem i aktorem.
W 1981 ukończył Anthony A. Henninger High School. Później studiował na wydziale teatralnym na State University of New York at Albany i nowojorskim Actors Studio. Jego ojciec zmarł w latach 90. z powodu problemów zdrowotnych związanych z alkoholizmem.

### Kariera
W 1986 zadebiutował na scenie off-Broadwayu w roli Coba w sztuce Dzikie Tygrysy. Po raz pierwszy trafił na kinowy ekran w dramacie Héctora Babenco Chwasty (Ironweed, 1987) obok Jacka Nicholsona i Meryl Streep. Dwa lata potem pojawił się w filmie Pole marzeń (Field of Dreams, 1989) z udziałem Burta Lancastera i Kevina Costnera. Rozpoczął długą współpracę z reżyserem Oliverem Stone’em, grając w biograficznym dramacie wojennym Urodzony 4 lipca (Born on the Fourth of July, 1989) u boku Toma Cruise’a, a następnie biograficznym The Doors (1991) jako gitarzysta Robby Krieger i sensacyjnym JFK (1991) w roli spiskowca w zabójstwie. W komedii Szansa dla karierowicza (Career Opportunities, 1991) podejmuje pracę nocnego sprzątacza w domu towarowym, gdzie spotyka dziewczynę swoich marzeń (Jennifer Connelly). W 1993 powrócił na scenę w roli Andrew w przestawieniu Lata z Ronem Eldardem, Williamem Fichtnerem, Julie Hagerty i Marcią Gay Harden. W 1994 wystąpił z Malaparte Theatre Company w spektaklach: Dobry wieczór Dudleya Moore’a u boku Roberta Seana Leonarda, Żyły i pinezki w reż. Ethana Hawke’a jako Jimmy Bonaparte z Lynn Cohen, Hesh jako Jacob i Wielki nieumyty w roli Toma Caseya.
W czarnej komedii Quentina Tarantino Pulp Fiction (1994) wystąpił jako Brett, człowiek Marsellusa.
W 1999 zadebiutował jako scenarzysta i reżyser własnym niezależnym filmie Joe królem (Joe the King) z udziałem Vala Kilmera i wieloletniego przyjaciela i współpracownika Ethana Hawke’a. Film miał swoją premierę na Sundance Film Festival i zdobył prestiżową Whaley Waldo Salt Screenwriting Award. W jego drugim filmie The Jimmy Show (2001) wystąpili: Whaley, Carla Gugino i Ethan Hawke. Film miał swoją premierę także na Sundance Film Festival. Trzeci to komediodramat New York City Serenade (2007), w którym zagrali Chris Klein i Freddie Prinze Jr., miał swoją premierę na Międzynarodowym Festiwalu Filmowym w Toronto 2007.
Whaley pracuje także w teatrach, często współpracuje z The New Group w Nowym Jorku. W 2011 zagrał w sztuce Wallace’a Shawna Marie i Bruce z Marisą Tomei.

## Życie prywatne
5 maja 2001 zawarł związek małżeński z Heather Buchą, aktorką i pisarką, z którą ma córkę Tallulah Josephine i syna Bustera Williamsa.

## Filmografia

### Filmy
- 1987: Chwasty (Ironweed) jako młody Francis Phelan
- 1989: Urodzony 4 lipca (Born on the Fourth of July) jako Timmy Burns
- 1989: Pole marzeń (Field of Dreams) jako Archie Graham
- 1990: Nowicjusz (The Freshman) jako Steve Bushak
- 1990: Jak sprzedać zdechłego psa (Cold Dog Soup) jako Michael Latchmer
- 1991: Szansa dla karierowicza (Career Opportunities) jako Jim Dodge
- 1991: JFK jako Oswald oszust
- 1991: The Doors jako Robby Krieger
- 1992: Hoffa jako młody dzieciak
- 1992: Powrót do ZSRR (Back in the U.S.S.R.) jako Archer
- 1992: W księżycową jasną noc (A Midnight Clear) jako Paul 'Ojciec' Mundy
- 1993: Pogrzebana tajemnica (Fatal Deception: Mrs. Lee Harvey Oswald, TV) jako Lee Harvey Oswald
- 1993: Dzieci swinga (Swing Kids) jako
- 1993: Spotkać białego psa (To Dance with the White Dog, TV) jako James
- 1994: Narzeczona dla geniusza (I.Q.) jako Frank
- 1994: Szkoła Buddy’ego (Swimming with Sharks) jako Guy
- 1994: Pulp Fiction jako Brett, człowiek Marsellusa
- 1995: Ryzykowne związki (Cafe Society) jako Mickey Jelke
- 1995: Bandycki szlak (The Desperate Trail) jako Walter Cooper
- 1995: Oddając ci hołd (Homage) jako Archie Landrum
- 1996: Zwycięzca (The Winner) jako Joey
- 1996: Tajna broń (Broken Arrow) jako Giles Prentice
- 1997: Retrospekcja (Retroactive) jako Brian
- 1997: Ładunek wewnętrzny (Bombshell) jako Malcolm Garvey
- 1998: Kiedy ucichną działa (When Trumpets Fade, TV) jako Medyk Chamberlain
- 1998: Pomnik (The Wall) jako biskup
- 2003: Dobra noc na śmierć (A Good Night to Die) jako Chad
- 2003: Szkoła rocka (The School of Rock) jako reżyser „Bitwy zespołów”
- 2005: Pani Harris (Mrs. Harris, TV) jako George Bolen
- 2005: Detektyw (Detective, TV) jako Brewmaster
- 2006: World Trade Center jako Chuck Sereika
- 2006: Rodzinne relacje (Where There’s a Will, TV) jako Richie Greene
- 2007: Motel (Vacancy) jako Mason
- 2007: Śmiertelne zauroczenie (Cherry Crush) jako Wade Chandling
- 2008: Drillbit Taylor (Drillbit Taylor: Ochroniarz amator) jako Stremowany ochroniarz
- 2009: Cela 2 (The Cell 2) jako Duncan
- 2009: W imię zemsty (As Good as Dead) jako Aaron
- 2010: Janie Jones jako Chuck
- 2014: Rob the Mob jako agent Frank Hurd
- 2015: Monster Trucks
- 2015: The Outskirts jako Herb
- 2017: Monster Trucks jako Wade Coley

### Seriale
- 1988: McCall (The Equalizer) jako Press
- 1995: Po tamtej stronie (The Outer Limits) jako Henry Marshall
- 1998–2000: Buddy Faro jako Bob Jones
- 2002: Prawo i porządek jako John McDowell
- 2004: Prawo i porządek: Zbrodniczy zamiar jako Mitch Godel
- 2004: Agenci NCIS jako Jeffrey White
- 2005: Pani Harris jako George Bolen
- 2005: Pohamuj entuzjazm jako Peter Hagen
- 2006: Świry (Psych) jako Robert Dunn
- 2007: Dr House jako Robert Elliot
- 2007: Orły z Bostonu (Boston Legal) jako Frankie Cox
- 2008: Prawo i porządek: sekcja specjalna jako dowódca Marynarki Wojennej Grant Marcus
- 2009: CSI: Kryminalne zagadki Las Vegas jako Miles
- 2010: Brzydula Betty jako pan Sparks
- 2010: Tożsamość szpiega (Burn Notice) jako Josh Wagner
- 2012: Alcatraz (serial telewizyjny) jako oficer Donovan
- 2012: NYC 22 jako Larry Giles
- 2012–2013: Zaprzysiężeni jako Gary Heller
- 2013: Ray Donovan jako agent FBI Van Miller (sezon 1)
- 2014: Czarna lista jako Karl Hoffman
- 2014: Gotham jako Doug
- 2015: Pod kopułą jako dr Marston
- 2016: Unforgettable: Zapisane w pamięci jako Jim Garrett
- 2016: Chicago Med jako Chuck Gleason
- 2016: Elementary jako Winston Utz
- 2016: Rozwód jako	Carson Hodges
- 2016: Imperium jako Edison Cruz
- 2016–2018: Luke Cage jako detektyw Rafael Scarfe
- 2017: Bull jako Max Hyland
- 2017: MacGyver jako Douglas Bishop
- 2018: Sneaky Pete jako Duane Harding
- 2018: Iluzja jako Charles Quaid
- 2019: Tom Clancy’s Jack Ryan jako Carl Estes
- 2020: Bull jako Ray Peterman